# Adriana Arango (actriz)
Adriana Lucía Arango García (Cali, 14 de mayo de 1974), conocida como Adriana Arango, es una actriz, escritora y productora de cine, televisión y teatro colombiana. Es la esposa del actor colombiano Robinson Díaz.

## Biografía
Adriana Arango García nació en Cali pero fue criada en la ciudad de Medellín. Su madre es valluna y su padre paisa, razón por la cual Adriana es una amante de la salsa y la antioqueñidad en las mismas proporciones. Graduada de L'École Internationale de Théâtre Jacques Lecoq en París, Francia. (1997) y maestra en arte dramático de la Facultad de Artes de la Universidad de Antioquia (2019) Comenzó su vida artística en Medellín en el Ballet de María Elena Uribe a los 8 años y en la escuela de Peter Palacios, combinando con sus estudios en el colegio de la UPB y posteriormente en la Universidad de Antioquia donde cursó dos semestres de filosofía y literatura, estudios que abandonó para irse a Bogotá donde Ana Consuelo Gómez Caballero y Jaime Diaz quienes la becaron en el Ballet Anna Pavlova (1993) fue en ese año donde tuvo un grave accidente en moto y tuvo que regresar a Medellín con sus padres, su recuperación fue compleja y aunque insistió con vehemencia, tuvo que dejar el ballet y sus sueños de dedicarse a él, fue en ese momento de desesperación que tomó la decisión de estudiar en París en la escuela de Jacques Lecoq, cuyos conocimientos sobre dramaturgia y creación cambiarían el rumbo de sus intenciones profesionales. Al finalizar la escuela, Adriana había logrado iniciar su camino de creadora sin limitación de formato, es por eso que escribe, actúa y produce tanto en cine como en teatro, pues según ella cada historia necesita un formato diferente.
Paralelamente ha tenido una exitosa carrera como actriz en Colombia donde ha participado en producciones icónicas como: La reina del Flow, Rosario Tijeras, La Saga, negocio de familia y Francisco el matemático.
Actualmente es una reconocida actriz, escritora y productora, propietaria de la empresa Lola Amapola Producciones, con la cual ha desarrollado producciones como: Te amo Ana Elisa (largometraje), Juanito bajo el naranjo (uno de los cortometrajes más premiados de Colombia), La comedia teatral Infraganti, la obra de terror la Dama de Negro y Wenses y Lala

## Filmografía

### Televisión
| Año       | Título                                     | Personaje                                              | Canal              |
| --------- | ------------------------------------------ | ------------------------------------------------------ | ------------------ |
| 2025      | Medusa                                     | Jacqueline "Jackie" de Hidalgo                         | Netflix            |
| 2024      | Klass 95                                   | Mimi Levy                                              | Caracol Televisión |
| 2023-2025 | La primera vez                             | Rectora Alicia López                                   | Netflix            |
| 2023      | Ana de nadie                               | Violeta Dávila Prada                                   | Canal RCN          |
| 2021-2022 | La nieta elegida                           | Rosa Espinosa                                          | Canal RCN          |
| 2019-2020 | El general Naranjo                         | Elizabeth Montoya "La Monita Retrechera"               | Fox Premium        |
| 2018-2021 | La reina del flow                          | Ligia Martínez de Cruz                                 | Caracol Televisión |
| 2016-2017 | La ley del corazón                         | Virginia Henao de Triana                               | Canal RCN          |
| 2015-2016 | Las hermanitas Calle                       | Patricia                                               | Caracol Televisión |
| 2015      | Tiro de gracia                             | Nancy Farias                                           | UniMas             |
| 2014      | El estilista                               | Andrea Cadavid                                         | Canal RCN          |
| 2012-2013 | Corazones blindados                        | Kelly                                                  | Canal RCN          |
| 2011      | Amar y temer                               | Juana Guzmán                                           | Caracol Televisión |
| 2010      | Rosario Tijeras                            | Doña Rubí                                              | Canal RCN          |
| 2008      | Sin retorno                                | Ana (Ep 04: Testigo Ocular)                            | Canal RCN          |
| 2008      | Mujeres asesinas                           | Norma                                                  | Canal RCN          |
| 2007-2008 | Pura sangre                                | Clemencia Román de Lagos                               | Canal RCN          |
| 2004-2005 | La saga, negocio de familia                | Carmenza "Candy" López de Zapata / Candelaria González | Caracol Televisión |
| 2001-2003 | Francisco el matemático                    | Eugenia Ginecco                                        | Canal RCN          |
| 2001-2002 | El Informante en el país de las mercancías | Susana Rendón                                          | Canal RCN          |
| 2000-2001 | Alicia, en el país de las mercancías       | Susana Rendón                                          | Canal RCN          |
| 2000-2001 | A donde va Soledad                         | Ana Luisa Mosquera                                     | Canal RCN          |
| 1999      | Marido y mujer                             | Patricia Riascos de Ibáñez                             | Caracol Televisión |
| 1998      | Rosas al atardecer                         | Eleonora Potel                                         |                    |
| 1993      | Los Tuta                                   | Primera aparición.                                     | TeVecine           |

## Cine
| Año  | Título                  | Personaje    | Notas                                                                                               |
| ---- | ----------------------- | ------------ | --------------------------------------------------------------------------------------------------- |
| 2014 | Shakespeare             | Lady Macbeth | (Largometraje) Director:Dago García Dago García Producciones                                        |
| 2008 | Te amo Ana Elisa        | Ana Elisa    | Directores: Antonio Dorado, Robinson Diaz Lola Amapola Producciones Movie                           |
| 2005 | Juanito bajo el naranjo |              | Director: Juan Carlos Villamizar Lola Amapola Producciones Movie. Cortometraje. Productora General. |

## Escritora
- Tarde lo conocí (2017-2018) — Serie. Televisión. Libretista bajo la dirección de Juana Uribe
- Los protegidos' (2008) — Serie. Televisión. Libretista bajo la dirección de Juana Uribe
- Guión que en su primera etapa tuvo el nombre de Guión original. Guionista. Ganadora del Fondo para el Desarrollo Cinematográfico (2005) — (Producción y Postproducciones)
- Juanito bajo el naranjo (2005) — Director: Juan Carlos Villamizar Lola Amapola Producciones Movie. Cortometraje. Guion original. Guionista.

## Teatro
- Wenses y Lala (2019-2025) — Director, Dramaturgo: Adrián Vazquez Lola Amapola producciones Lala. Teatro.[9][10]
- El Diván Rojo (2019) — Directora: Carolina Mejía. Dramaturgo y Productor: Fernando Gaitán Dra. María Luisa
- La Dama de Negro. Colombia (2017-2023) — Director: Rafael Perrín Lola Amapola producciones Productora General. Teatro.[11]
- Infraganti (2007-2009) — Director: Pawel Nowicki Lola Amapola producciones Productora General. Teatro.
- Muerte accidental de un anarquista (2004) — Director: Pedro Salazar Teatro. Maria Felletti
- La Mandragora (2001) — Teatro Camarín del Carmen Director: Robinson Diaz Teatro Lucrecia
- Frankenstein (2000) — Teatro Camarín del Cármen. Director: Pawel Nowicki Teatro. Elizabeth.
- El Avaro (1999) — Creación Colectiva. Teatro. Mariana.
- La Clepsidra (1994-1995) — Director y Dramaturgo: Fernando Arévalo
- Show de magia de Carlos Zea (1993-1995) — Teatro. Bailarina y asistente.

## Premios y nominaciones

### Premios TVyNovelas
| Año  | Categoría                        | Telenovela      | Resultado |
| ---- | -------------------------------- | --------------- | --------- |
| 2011 | Mejor actriz de reparto de serie | Rosario Tijeras | Nominada  |
| 2000 | Mejor actriz/actor revelación    | Marido y mujer  | Nominada  |

### Premios Macondo
| Año  | Categoría              | Película         | Resultado |
| ---- | ---------------------- | ---------------- | --------- |
| 2012 | Mejor actriz principal | Te amo Ana Elisa | Nominada  |